# Linia B (Metroul din Praga)
Linia B (Linka B în cehă) este o magistrală a Metroului din Praga. Din punct de vedere cronologic, este cea mai nouă linie din sistem, fiind deschisă în 1985 și extinsă seminificativ în anii 1990. În prezent, este cea mai lunga linie, având 24 de stații și 25,6 km în lungime. Černy most și Žiičin sunt capete de linie.

## Istorie
| Tronson                                                          | Data deschiderii  | Lungime |
| ---------------------------------------------------------------- | ----------------- | ------- |
| Florenc-Smíchovské nádraží                                       | 2 noiembrie 1985  | 4,9 km  |
| Smíchovské nádraží-Nové Butovice                                 | 26 octombrie 1988 | 4,9 km  |
| Florenc-Českomoravská                                            | 22 noiembrie 1990 | 4,4 km  |
| Nové Butovice-Zličín                                             | 11 noiembrie 1994 | 5,1 km  |
| Českomoravská-Černý most                                         | 8 noiembrie 1998  | 6,3 km  |
| Deschiderea stației Hloubětín între Vysočanská și Rajská zahrada | 8 iunie 1999      | N/A     |
| Deschiderea stației Kolbenova între Českomoravská și Hloubětín   | 26 iunie 2001     | N/A     |
| Total:                                                           | 24 stații         | 25.6 km |